# Vini Dantas
Vinicius Helder dos Anjos Dantas (San Paolo, 14 settembre 1989) è un ex calciatore brasiliano, di ruolo attaccante.

## Carriera

### Club

#### Molde
Dantas fu portato da Jason McAteer al Tranmere Rovers, dove sostenne un provino che riuscì a superare, ma l'accordo non si concretizzò per la mancata concessione del permesso di lavoro. Agli inizi di agosto 2011, allora, passò ai norvegesi del Molde.
Debuttò nell'Eliteserien il 17 settembre dello stesso anno, quando sostituì Daniel Chima nel successo per 0-1 sul Fredrikstad. Il 20 novembre giocò il primo incontro da titolare, andando a segno nel successo per 3-1 sul Sarpsborg 08. Dantas vinse il primo trofeo nella stessa stagione, con il successo finale nel campionato 2011.

#### Bodø/Glimt
Il 31 agosto 2012, passò al Bodø/Glimt a titolo definitivo, firmando un contratto dalla durata di un anno e mezzo. Esordì con questa maglia il 2 settembre, sostituendo Vegard Braaten nella sconfitta per 2-1 sul campo del Mjøndalen. Il 30 settembre, realizzò la prima rete: andò a segno nel pareggio per 1-1 in casa dell'Alta. L'11 novembre siglò una doppietta nella vittoria per 4-0 sullo Hødd. Il Bodø/Glimt raggiunse le qualificazioni all'Eliteserien, ma fu sconfitto dall'Ullensaker/Kisa al secondo turno.

#### Lahti
Il 13 marzo 2013, firmò un contratto annuale con i finlandesi del Lahti.

#### Ottawa Fury
Il 4 marzo 2014, firmò un contratto con l'Ottawa Fury.

#### Baltimore Blast e Pittsburgh Riverhounds
Nel 2015, passò al Baltimore Blast, praticando così indoor soccer. Il 16 marzo, firmò per i Pittsburgh Riverhounds, formazione della USL.

## Statistiche

### Presenze e reti nei club
Statistiche aggiornate al 31 marzo 2015.
| Stagione       | Club         | Campionato   | Campionato | Campionato | Coppe nazionali | Coppe nazionali | Coppe nazionali | Coppe continentali | Coppe continentali | Coppe continentali | Supercoppe | Supercoppe | Supercoppe | Totale | Totale |
| Stagione       | Club         | Comp         | Pres       | Reti       | Comp            | Pres            | Reti            | Comp               | Pres               | Reti               | Comp       | Pres       | Reti       | Pres   | Reti   |
| -------------- | ------------ | ------------ | ---------- | ---------- | --------------- | --------------- | --------------- | ------------------ | ------------------ | ------------------ | ---------- | ---------- | ---------- | ------ | ------ |
| ago.-dic. 2011 | Molde        | ES           | 5          | 1          | CN              | 0               | 0               | -                  | -                  | -                  | -          | -          | -          | 5      | 1      |
| gen.-ago. 2012 | Molde        | ES           | 1          | 0          | CN              | 2               | 1               | UCL                | 1                  | 0                  | S          | 0          | 0          | 4      | 1      |
| Totale Molde   | Totale Molde | Totale Molde | 6          | 1          |                 | 2               | 1               |                    | 1                  | 0                  |            | 0          | 0          | 9      | 2      |
| ago.-dic. 2012 | Bodø/Glimt   | 1D           | 11+2       | 5+1        | CN              | -               | -               | -                  | -                  | -                  | -          | -          | -          | 13     | 6      |
| 2013           | Lahti        | VL           | 30         | 6          | CF+CdL          | 1+3             | 0+1             | -                  | -                  | -                  | -          | -          | -          | 34     | 7      |
| 2014           | Ottawa Fury  | NASL         | 26         | 2          | CC              | 2               | 1               | -                  | -                  | -                  | -          | -          | -          | 28     | 3      |
| 2015           | Riverhounds  | USL          | 0          | 0          | -               | -               | -               | -                  | -                  | -                  | -          | -          | -          | 0      | 0      |
| Totale         | Totale       | Totale       | 43+2       | 8+1        |                 | 4               | 2               |                    | 1                  | 0                  |            | 0          | 0          | 50     | 11     |

## Palmarès
- Campionato norvegese: 1

Molde: 2011
- Superfinalen: 1

Molde: 2012